# Кукушкина, Алина Ильинична
Али́на Ильи́нична Куку́шкина (род. 26 сентября 2001, Москва) — российская актриса озвучивания и дубляжа, известная главным образом по озвучиванию главной героини Маши из мультсериала «Маша и Медведь».

## Биография
Для озвучивания на проект «Маша и Медведь» в 2008 году режиссёры приглашали детей своих знакомых и работников киностудии. На кастинг Алину привела её мама Ирина Кукушкина. До Кукушкиной на роль Маши приглашали на кастинг только старших девочек и взрослых актёров. Девочка оказалась не только похожа на главную героиню, но и её голос понравился режиссёру Олегу Кузовкову: в нём ничего не нужно было менять, и он подходил по характеру к персонажу. Она была выбрана для озвучивания первых серий и в итоге озвучила два сезона.
Запись новых серий происходила раз или два в месяц, длилась 3—4 часа и не влияла на её учёбу. Так как Кукушкина не могла смеяться по запросу, это оказалось основной проблемой при озвучке первых серий. Это решалось тем, что мать её щекотала, и смех девочки записывался. С ростом опыта озвучивания запись одной серии укладывалась в полчаса.
Около тридцати серий Кукушкина озвучивала своим голосом, но во второй части сериала из-за взросления звукорежиссёры подделывали её голос. Песни, написанные для мультфильма Вадимом Жуком и Денисом Червяцовым, исполняет Кукушкина. В 2015 году стала озвучивать другого персонажа мультфильма — Дашу, сестру главной героини, — и помогать в озвучке Маши другой актрисе. Озвучивала Машу до 52 серии, которая вышла в 2015 году, но после осталась в проекте в качестве режиссёра озвучивания.
Свой первый гонорар потратила на покупку собаки.
Голос Кукушкиной полюбился зрителям Индонезии после показа сериала по одному из частных телеканалов. Из-за возросшей популярности мультфильма, так как его показали в более чем 40 странах мира и перевели на иностранные языки, Кукушкину приглашают за границу, где она поёт, выступает и даёт интервью. Она посещала Германию, Грузию, Азербайджан, Беларусь.
В интервью директор «Студии Анимаккорд» Дмитрий Ловейко сказал:

«..огромная удача, что мы нашли Алину Кукушкину — замечательную девочку, которая озвучивает Машу. В работе с ней нам много помогает Елена Чернова — тоже известный российский анимационный режиссёр…»— 
В 2010 году Кукушкина озвучила Агнес в русском дубляже мультфильма «Гадкий я» по просьбе продюсеров кинокомпании Universal Pictures. В свою очередь, Машу в английской версии «Маши и Медведя» дублировала Элси Фишер, голос Агнес в мультфильме «Гадкий я». В 2011 году вела концерт МДФ «Славянский базар» и представляла мультфильм «Маша и Медведь» на кинопоказе. Была диктором акции «Тотальный диктант» в Красногорском филиале РАНХиГС.
Окончила школу в 2019 году.

## Фильмография
- 2014 — 9 дней и одно утро (в эпизодах)
- 2015 — 23:55. Хорошее начало — Младшая дочка

### Озвучивание мультфильмов
- 2008—2024 — Маша и Медведь — Маша (1—52, 144 серии) / Маша-эскимоска / Даша (с 53 серии) / пещерная Маша / Машуко / Русалочка / Ведьмочка / Монстр (138 серия) / Машука
- 2011—2013 — Машины сказки — Маша
- 2014—2017 — Машкины страшилки — Маша
- 2019 — Машины песенки — Даша / Машуко

### Дубляж
- 2010 — Гадкий я — Агнес[15]
- 2011 — Жирафа — Дека
- 2011 — Дом грёз — Ди Ди Эйтентон
- 2011 — Хочу как ты — Кара Локвуд
- 2016 — Норм и Несокрушимые — Олимпия Брайтли[20][21]